# 바이킹 프레스
바이킹 프레스(영어: Viking Press)는 미국의 출판사로, 현재 펭귄 랜덤 하우스가 소유하고 있다. 1925년 3월 1일 뉴욕에서 해럴드 K. 귄즈버그, 조지 S. 오픈하임가 창립하였다. 1975년, 펭귄 그룹이 소유하게 되었다.